# محوطه و گورستان باباجان دره
محوطه و گورستان باباجان دره مربوط به دوران‌های تاریخی پس از اسلام است و در شهرستان املش، بخش رانکوه، روستای باباجان دره واقع شده و این اثر در تاریخ ۲ آبان ۱۳۸۲ با شمارهٔ ثبت ۱۰۷۰۰ به‌عنوان یکی از آثار ملی ایران به ثبت رسیده است.